# Ficus megalophylla
Ficus megalophylla är en mullbärsväxtart som beskrevs av Friedrich Ludwig Diels. Ficus megalophylla ingår i släktet fikonsläktet, och familjen mullbärsväxter. Inga underarter finns listade i Catalogue of Life.